# 鷺山古墳 (本庄市)
鷺山古墳（さぎやまこふん）は、埼玉県本庄市児玉町下浅見字鷺山にある古墳時代初頭（3世紀末〜4世紀初頭）の前方後方墳である。

## 概要
鷺山古墳は東西方向におよそ150m、南北方向に500mほどの周囲の水田面から比高差7mで「く」の字形の小高い丘の頂点に築かれており、後方部の墳丘の頂点に標高84.42mの三角点がある。
鷺山古墳の全長は約60m、後方部の墳丘の高さは5.4m、後方部の一辺が37m、くびれ部の幅11mで前方部につながる。後方部は、厳密に方形ではなく、隅の部分が切り落とされたプランを呈している。前方部は初期古墳独特の墳丘が低いばち型（扇状にひらく形）で、10.5mまで後方部に対して74度でひらき、35度に屈曲しながら13mほど外側にひらく。前方部前面の最大幅は、30mである。前方部の盛土は後方部に近い部分が高くされ、標高80.3mであった。前方部全面の扇形に広がる部分は一段低くなっている。周溝がほぼ全周すると考えられ、幅は4.3m、深さ1mほどである。
前方部と後方部をつなぐくびれ部の西側の周溝から焼成前底部穿孔の二重口縁壺が出土した。口縁部直径25cm、口縁部下端18cm、胴部の最大径が28.5cm、器高34cmで焼成後に赤彩されている。口縁部の「縁帯」の幅は8cmをはかり、直径1.8cmほどの円形の透かし孔が6対計12個あけられている。底部は6.4cmで焼成前に予めあけられた孔となっている。
そのほか、完形品の碗型土器、二重口縁壺の口縁部破片や、東海地方独特のS字状口縁台付甕の胴部と脚部をつなぐ部分の出土など初期古墳の特色を示す遺物が出土している。二重口縁の壺型土器と碗型土器は葬送儀礼の際に用いられ、墳丘に置かれたものが転落して周溝から発見されたと考えられる。

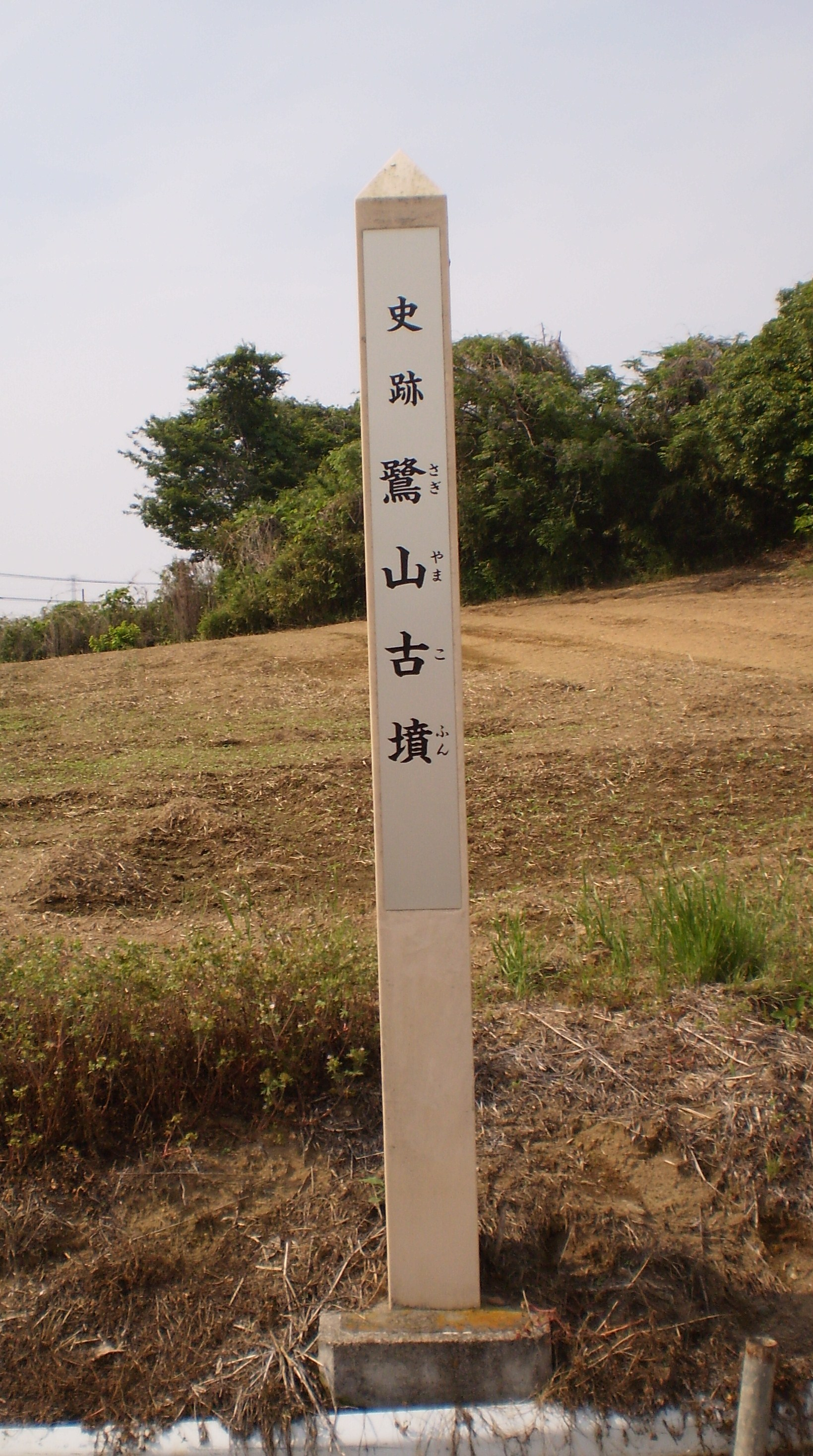
鷺山古墳の標柱
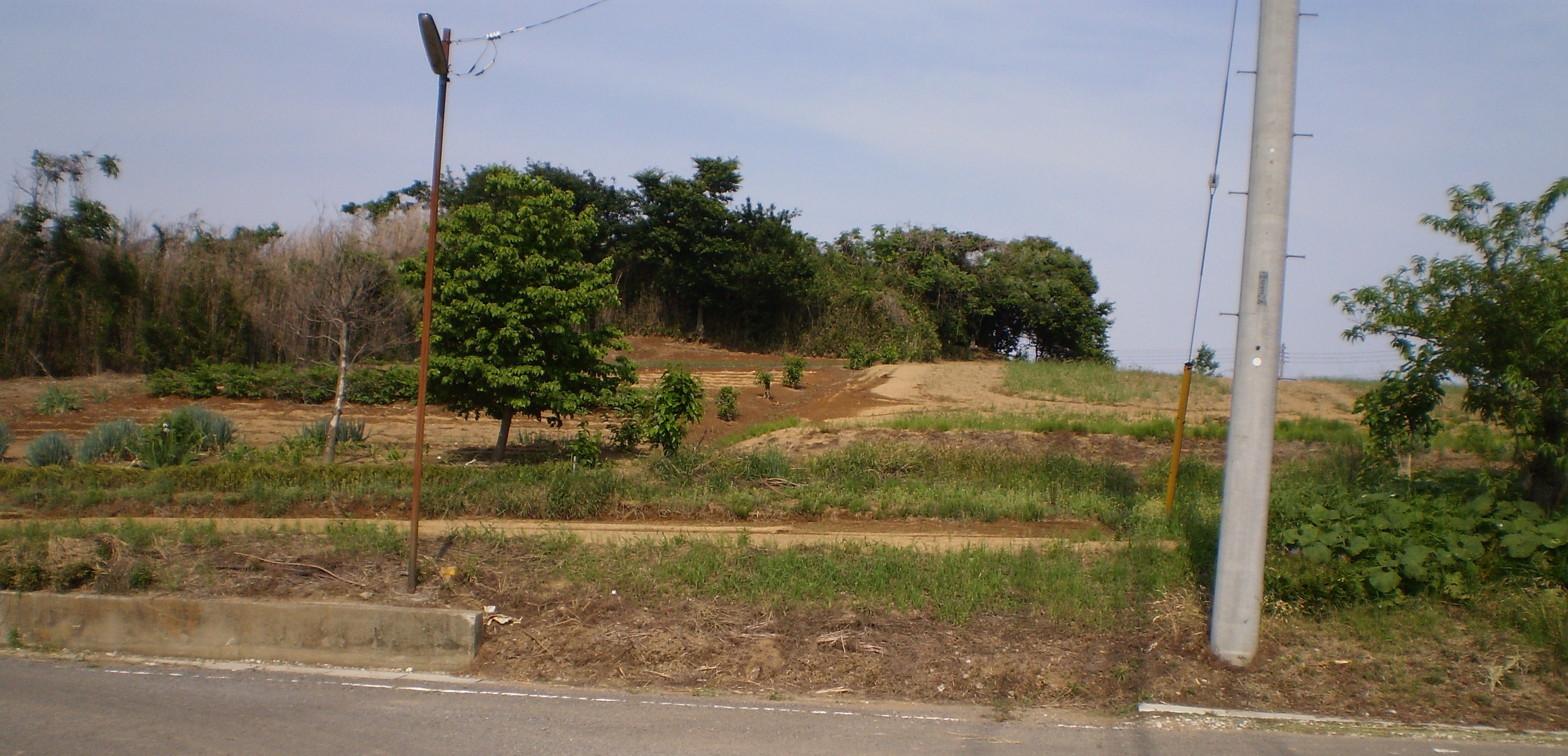
鷺山古墳遠景
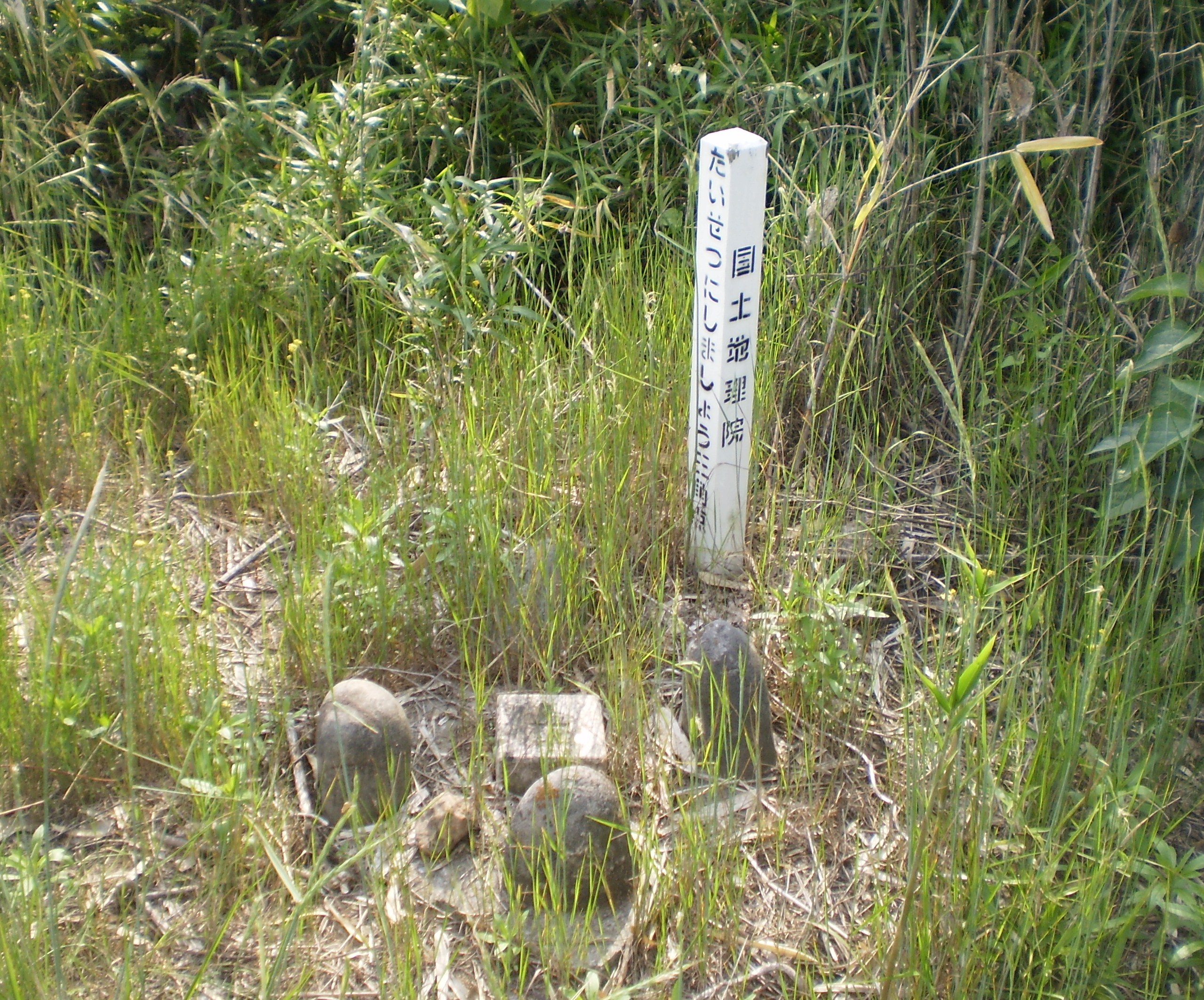
鷺山古墳後方部墳頂部にある三角点